# 陳鴻平
陳鴻平（Chan Hung Ping，1942年12月6日—），外號「嚤囉平」，已退役香港足球運動員，司職中場，曾入選中華民國代表隊參加國際賽。退役後曾執教多支甲組球隊，1990年代初帶領東方連奪三屆香港甲組足球聯賽冠軍，創造「東方皇朝」，並曾經兩度兼任香港足球代表隊教練，現時於流浪任職顧問。

## 球員生涯
陳鴻平出身於香港老牌球會南華青年軍，1960年轉投愉園，並獲提升上甲組，展開職業球員生涯。
其後效力過元朗、怡和、精工、海蜂等多支香港甲組足球聯賽球隊，到1980年，由於右腳傷患嚴重，以38歲之齡宣布掛靴。
國際賽方面，陳鴻平於1960年協助中華民國贏得亞青盃冠軍。其後亦入選中華民國代表隊，參加過亞洲盃足球賽、默迪卡盃等賽事，協助中華民國贏得1965年默迪卡盃足球賽冠軍，以及1968年亞洲盃殿軍，並入選決賽周最佳十一人。

## 教練生涯
1981年8月，由香港足球總會資助，與文錦棠一同前赴英國參加初級足球教練訓練班。
1982年擔任香港甲組足球聯賽「升班馬」菱電助教，開始展開教練生涯，先後執教過海蜂、星島、東方、民信、愉園、公民等多支香港甲組足球聯賽球隊。
最輝煌成績是1992-93年度至1994-95年度球季，帶領東方連奪三屆香港甲組足球聯賽冠軍，創造「東方皇朝」。其中在1992-93年度，更創下香港甲組足球聯賽首循環賽事全勝兼不失一球的輝煌紀錄。
由2009-10年度球季開始，擔任四海流浪教練，2011年夏天轉任領隊，與教練巴貝利合作帶領球隊。
陳鴻平並曾經先後兩度擔任香港足球代表隊教練。

## 個人生活
陳鴻平有過兩段婚姻，皆離婚收場，育有三女一子，兒子陳念萱亦曾是愉園預備組球員。
2011年8月6日傍晚，於元朗參加一場元老足球賽時暈倒，昏迷不醒送院，在博愛醫院深切治療部留醫，至8月8日上午甦醒過來。8月15日接受心臟通血管手術後已出院，並於8月18日恢復工作。
2012年12月4日，昔日隊友李方輝、施維山、黃德祥，以及藝人尹揚明等，一起於筲箕灣南平坊硬地足球場舉辦一場小型足球賽，為他提前慶祝七十大壽。

## 個人榮譽
- 1965年默迪卡盃足球賽冠軍
- 1965年入選亞洲足球明星隊
- 1968年亞洲盃殿軍，入選決賽周最佳十一人
- 2003-04年度，香港足球明星選舉最佳教練

## 外部連結
- 陳鴻平個人網頁
- 精工歷屆陣容名單
- 四海體育會官方網頁